# Тордесильясский договор

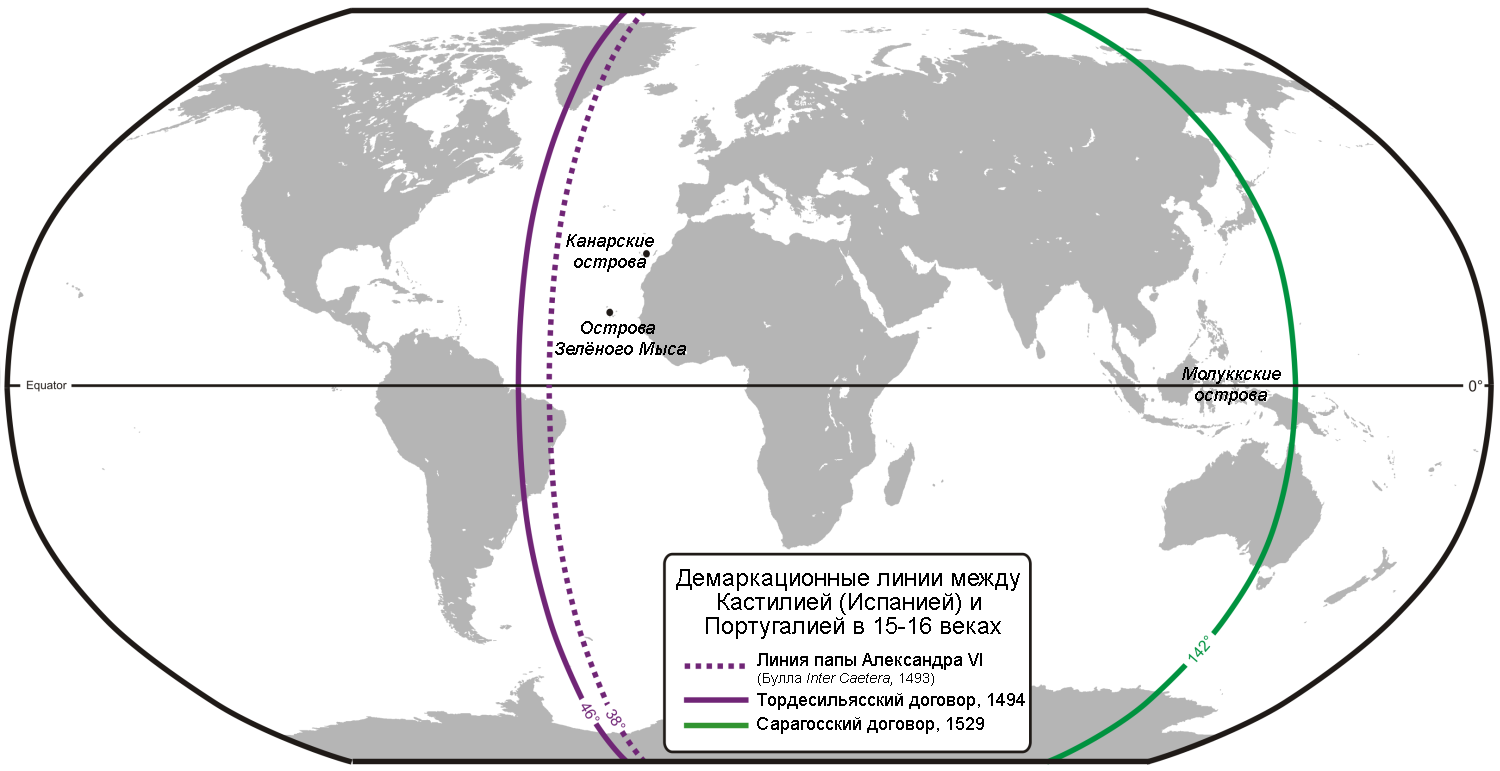
Линии демаркации колоний между Испанией и Португалией

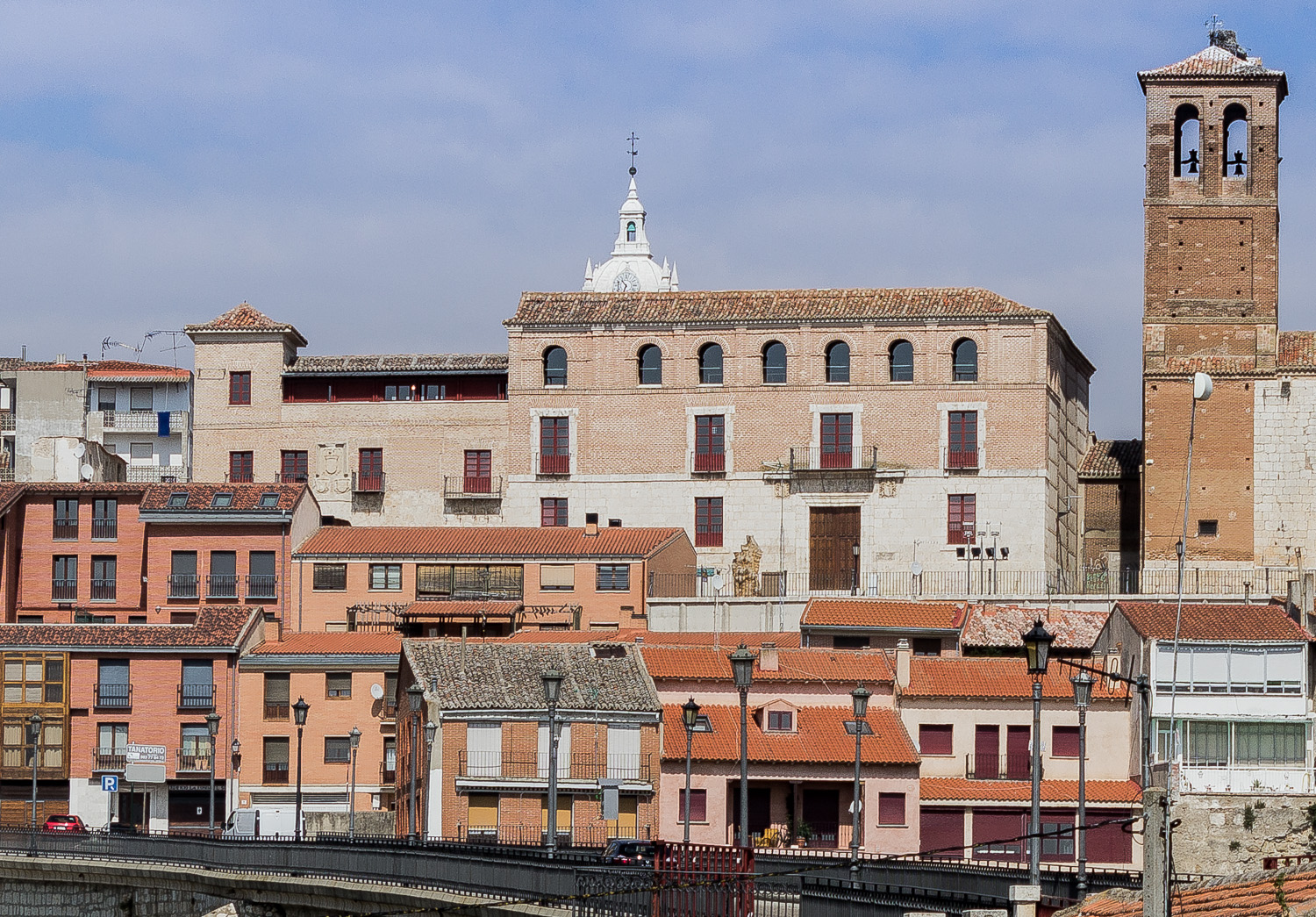
Здание дворца, где был подписан Тордесильясский договор в 1494 г.

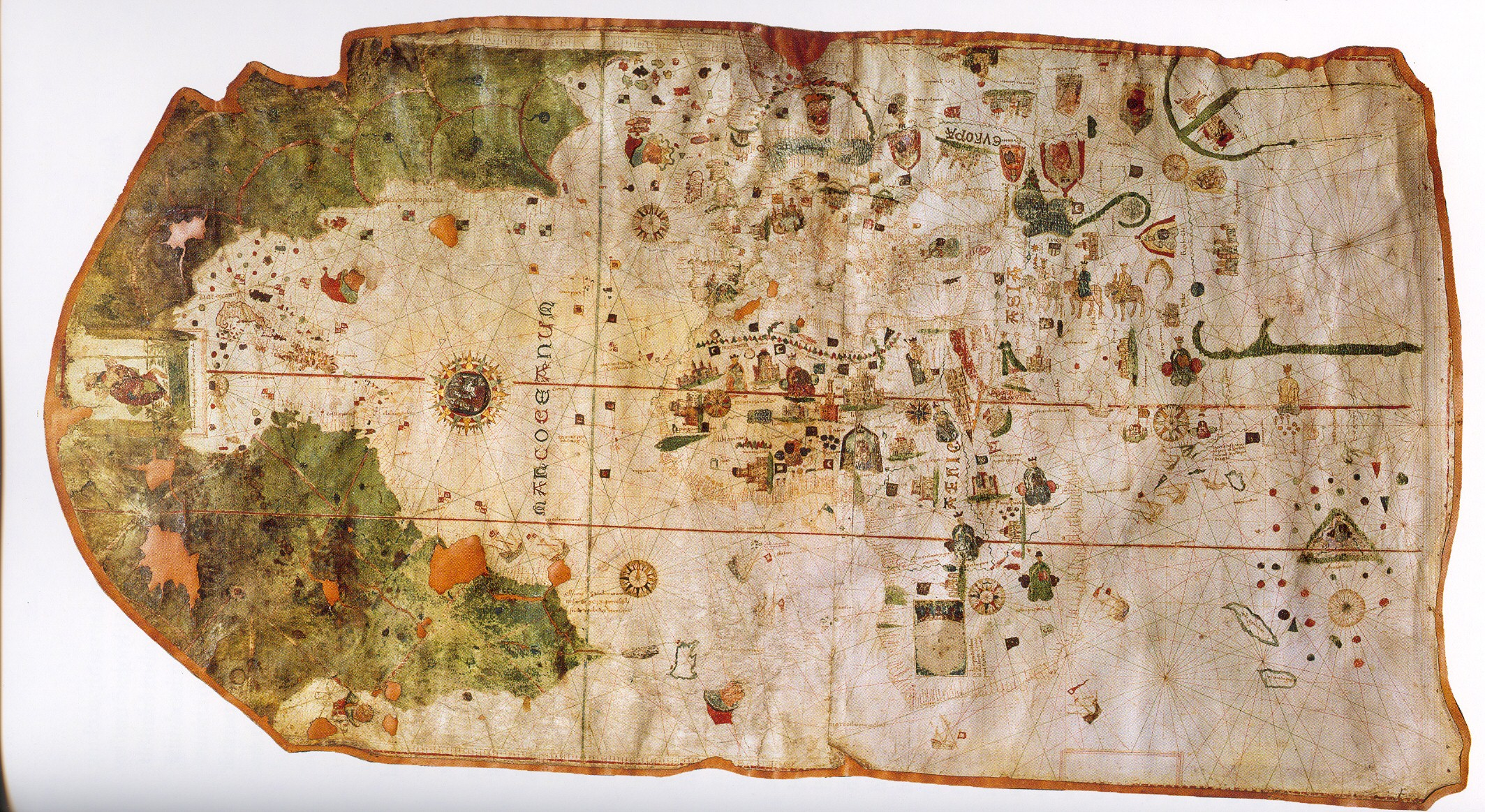
Карта Хуана де ла Коса (1500 г.). Новый Свет изображён слева зелёным, а Старый Свет — в центре и справа белым.

Тордеси́льясский догово́р (исп. Tratado de Tordesillas, порт. Tratado de Tordesilhas) — соглашение между Испанией и Португалией о разделе сфер влияния в мире. Заключён 7 июня 1494 года в городе Тордесильяс, Кастилия и Леон. Ратифицирован католическими королями 2 июля, Португалией — 5 сентября. Одобрен буллой папы Юлия II в 1506 году.
Договор уточнял линию раздела, установленную годом ранее в булле римского папы Александра VI «Inter caetera». Демаркационная линия, проходящая через оба полюса и пересекающая Атлантический океан, по настоянию португальской стороны была перенесена от линии, проходящей в 100 лигах западнее любого из островов Азорского архипелага и архипелага Зелёного мыса до 370 лиг (1770 км, 1100 миль) к западу от островов Зелёного Мыса — в современных координатах, это меридиан 49°32’56" з. д., или «папский меридиан». Моря и земли к востоку от этой черты отходили к королевству Португалии, к западу — личной унии Кастилии и Арагона (по факту объединившихся к этому времени в Испанию).

## Хронология событий
Предшественником Тордесильясского договора был Алкасовашский договор, подписанный 4 сентября 1479 года между королями Изабеллой Кастильской и Фернандом Арагонским и королем Португалии Альфонсом V, благодаря подписанию которого был заключён мир, положивший конец войне за кастильское наследство.
Римские папы Николай V и Каликст III в 1452—1456 годах предоставили Португалии право владеть землями, открытыми к югу и востоку от мыса Бохадор, «вплоть до индийцев». Кастилия признала эти права в 1479 году, а в 1481 году римский папа Сикст IV своей буллой «Aeterni regis» ещё раз отдал все земли к югу от Канарских островов Португалии.
Между тем первая экспедиция Колумба существенным образом изменила геополитический контекст. Возвращение 15 марта 1493 г. Колумба из его первой экспедиции, в ходе которой предположительно была открыта «Западная Индия», встревожило Португалию — это открытие обесценивало предоставленные ей ранее территориальные права. Теперь Кастилия и Арагон отказывались признавать папские пожалования, ссылаясь на своё право первого открытия. Разрешить конфликт миром мог лишь глава Католической церкви.
Папа Александр VI, уроженец арагонской Валенсии, 3 мая 1493 года объявил, что все земли, которые Кастилия открыла или откроет западнее меридиана, проходящего в 100 лигах западнее островов Зелёного Мыса, должны принадлежать ей, а новые земли, которые будут открыты в районах восточнее этой линии — Португалии, причём это правило не распространялось на территории, уже находящиеся под владычеством христианских стран. Данный вердикт не понравился португальскому королю Жуану II, который незамедлительно вступил в переговоры с королём Фердинандом II Арагонским и его супругой — королевой Изабеллой I Кастильской на предмет того, чтобы передвинуть эту линию западнее.

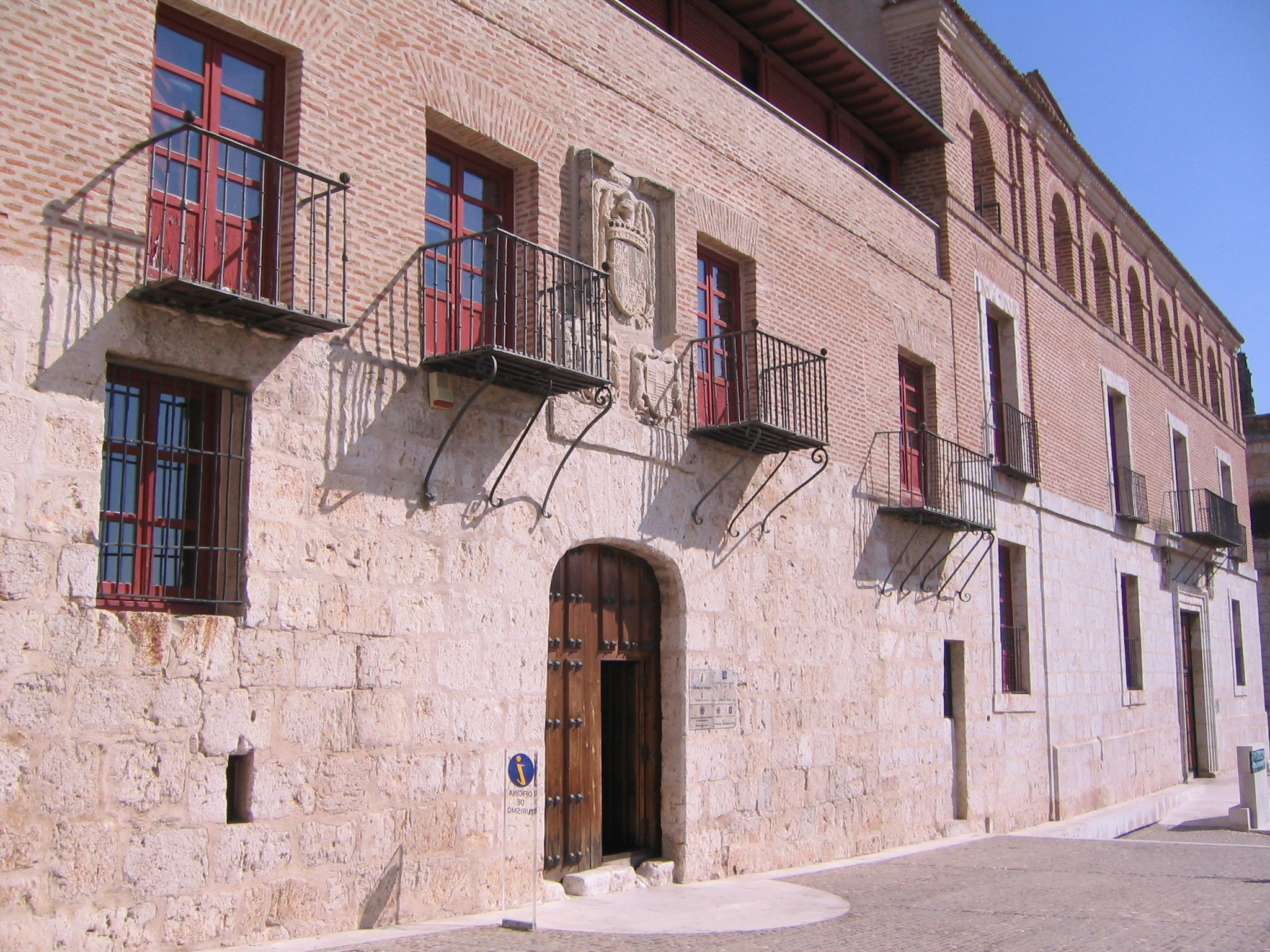
Дом, где был подписан Тордесильясский трактат

## Последствия
Для Магриба, ранее частично колонизированного кастильцами и португальцами, была в 1496 году сделана следующая оговорка: Магрибинская разделительная линия начиналась с острова Пеньон-де-Велес-де-ла-Гомера (исп. Peñón de Vélez de la Gomera), поделив его почти пополам, но сам остров в договоре не был упомянут. Португалия получила владения к западу от линии раздела, Испания — к востоку.
Принято считать, что, заключая Тордесильясский договор, обе стороны ещё очень смутно представляли себе реальную географию Атлантики. Так, в 1500 году в результате экспедиции Педру Алвареша Кабрала стало очевидно, что Испания «подарила» Португалии Бразилию.
Кроме того, Америка считалась непреодолимым западным барьером, потому что не было известно о Тихом океане. Первым европейцем, увидевшим океан, был испанский конкистадор Нуньес де Бальбоа. В 1513 году он со своими спутниками пересёк Панамский перешеек и вышел на берег неведомого океана. Поскольку они вышли к океану в заливе, открытом к югу, то Нуньес де Бальбоа назвал его «Южное море». 28 ноября 1520 года в открытый океан вышел Фернан Магеллан во время экспедиции 1519−1522 годов. После чего остро встал вопрос о том, где должна проходить демаркационная линия на Востоке. Она была окончательно установлена Сарагосским договором 1529 года на расстоянии 257,5 лиг к востоку от Молуккских островов. Испания, таким образом, лишилась права на этот источник ценных специй, за что ей была выплачена определённая денежная компенсация.

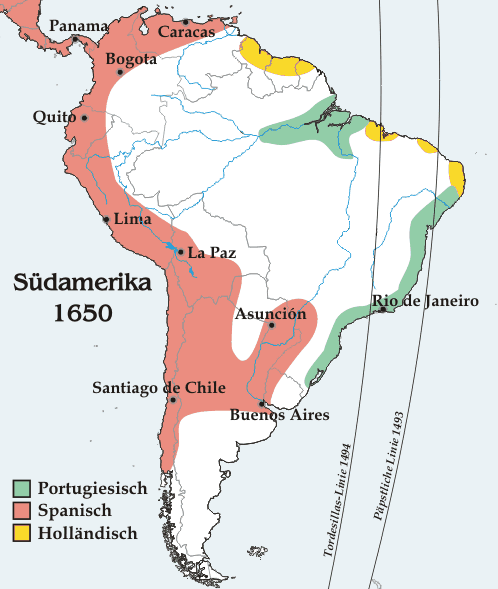
Южная Америка в 1650 году. Обозначена демаркационная линия между испанскими и португальскими владениями. Наглядно показано, что Голландия игнорирует договор и размещает колонии как на «испанских», так и на «португальских» землях

Тордесильясский договор подразумевал вечное и монопольное господство Испании и Португалии над внеевропейским миром. Это стало возможным благодаря тому, что эти две страны были пионерами Великих географических открытий, обладая самой совершенной по тем временам морской техникой и познаниями в навигации.
Договор имел важное значение в разделе Латинской Америки, а также в создании колоний Испании в западной части Тихого океана вплоть до 1898 года. Однако он быстро устарел и утратил свое значение в Северной Америке, а затем в Азии и Африке, где другими европейскими государствами также велась активная колонизация.
В период между 1580 и 1640 годами договор был бессмысленным, так как испанский король был также королем Португалии.
Другие европейские державы (Франция, Англия, Голландия) отказались признать такое положение вещей и активно промышляли пиратством в формально закрытом для себя Мировом океане. Идеологическим обоснованием их притязаний стало оспаривание правомочности власти Папы римского в вопросе географических открытий. С захватом Малакки голландской Восточно-Индийской Компанией, и последующим взятием под контроль португальских владений в Индонезии, Голландия заявила, что Западная Новая Гвинея и Западная Австралия являются Новой Голландией. Восточная Австралия оставалась в испанской половине света до тех пор, пока Джеймс Кук в 1770 году не объявил её территорией Британии.
Также известно остроумное высказывание по этому поводу короля Франции Франциска I:
Я не помню такого места в завещании Адама, которое бы лишало меня доли на владение Новым Светом.
В XVII веке начался закат испано-португальского колониального могущества. Тордесильясский договор сохранял реальную силу только в Южной Америке, где продолжал использоваться при разрешении пограничных споров между Испанией и Португалией (Голландия, имевшая колонии в Южной Америке, договор игнорировала). Португалия нарушила при колонизации американского континента демаркацию Тордесильского договора, постепенно продвигаясь из Бразилии на запад и юг Южной Америки, что послужило причиной подписания Мадридского договора 1750 года, который аннулировал линию Тордесильяс. Официально договор был отменён в 1777 году договором в Сан-Ильдефонсо.

## Современные споры
Тордесильясский договор был использован Чили в XX веке для защиты антарктического сектора, простирающегося вдоль меридиана до Южного полюса.
Индонезия вступила во владение Нидерландской Новой Гвинеей в 1962 году, заявив, что Империя Маджапахит включала западную Новую Гвинею и что она является частью Тордесильясского договора.
Тордесильясский договор был также использован Аргентиной в XX веке как обоснование её притязаний на Фолклендские острова.